# Zelotes rugege
Zelotes rugege är en spindelart som beskrevs av FitzPatrick 2007. Zelotes rugege ingår i släktet Zelotes och familjen plattbuksspindlar. Inga underarter finns listade i Catalogue of Life.